# 栗松溫泉
23°11′52″N 121°02′14″E / 23.1979087°N 121.0371977°E

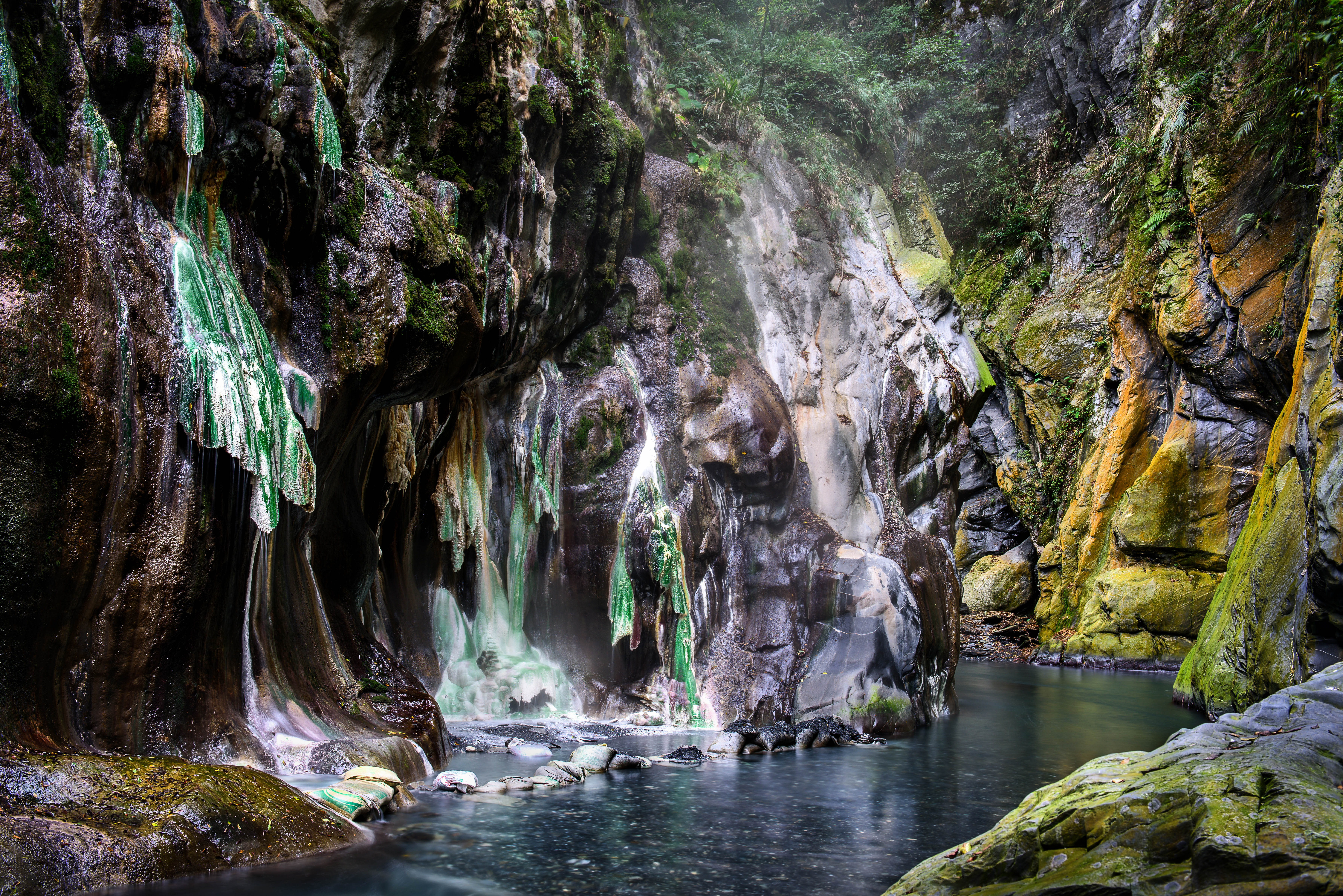
栗松溫泉

栗松溫泉位於臺灣台東縣海端鄉，該溫泉源自力松湧泉，該溪谷溫泉位於利稻
，為該溪北源支流一大溫泉勝地。

## 泉質
水溫45-65℃左右，酸鹼值約為pH7，屬於弱鹼性的碳酸氫鈉泉。

## 特色
屬於野溪溫泉的栗松溫泉，位於標高1075m的新武呂溪支流溪谷。該溪富有礦物質，其源頭來自岩壁，屬於瀑布型的溫泉。

## 交通
- 大眾運輸
  - 東台灣客運（原鼎東客運）往天池方向，至摩天站下車。該溫泉位於該站約略四十分鐘路程。
- 開車：
  - 台9線花東公路至池上或關山，轉進台20線南橫公路。在行經169公里路標時，再轉入登山口。自此約有四十分鐘路程。